# Xiyincun
Xiyincun (西阴村遗址,  Xīyīncūn yízhǐ) bzw. Xiyin ist eine neolithische Stätte der Yangshao-Kultur im Nordwesten des Dorfes Xiyin (西阴村 Xiyin cun) der Gemeinde Weiguo (尉郭乡) des Kreises Xia der bezirksfreien Stadt Yuncheng im Süden der chinesischen Provinz Shanxi. Sie wurde 1926 von dem chinesischen Archäologen Li Ji (Wade-Giles: Li Chi; 1896–1979) entdeckt.
Die Xiyincun-Stätte (Xiyincun yizhi) steht seit 1996 auf der Liste der Denkmäler der Volksrepublik China (4-5).